# NOWヒットパレード
『NOWヒットパレード』（ナウヒットパレード）は、1974年5月5日から同年9月まで日本テレビ系列局で放送されていた日本テレビ製作の歌謡バラエティ番組である。放送時間は毎週日曜 18:30 - 19:00 （日本標準時）。

## 概要
日曜夕方に放送されていた子供向け番組で、前番組『プラチナゴールデンショー』（第2期）から引き続き郷ひろみが司会を務めていた。アシスタントは、同じく日本テレビの『金曜10時!うわさのチャンネル!!』に出演していたマギー・ミネンコが務めていた。
番組は、ゲスト歌手たちによる歌を中心に進行。その合間には、同じく日本テレビの『木曜スペシャル』でユリ・ゲラー特集を担当し、超能力ブームを巻き起こした矢追純一（当時日本テレビディレクター）が進行役を務める「超能力コーナー」があり、茶の間の子供たちに超能力の実験を呼び掛けていた。

## 出演者
- 郷ひろみ - 司会を担当。
- マギー・ミネンコ - 郷の補佐役を担当。
- 矢追純一（当時日本テレビディレクター） - 超能力コーナーを担当。

## 参考資料
- 『読売新聞縮刷版』読売新聞社、1974年5月5日付のラジオ・テレビ欄。